# Mika Väyrynen
Mika Väyrynen (Eskilstuna, 28 de Dezembro de 1981) é um futebolista finlandês de origem sueca, que joga como meio-campista.
Apesar de ter nascido na Suécia Mika representa a Seleção Finlandesa de Futebol.

## Títulos
PSV
- Campeonato Neerlandês de Futebol: 2005–06, 2006–07, 2007-08

 SC Heerenveen
- Copa dos Países Baixos: 2008-09